# Дивізіон Джабалпур
Дивізіон Джабалпур є адміністративним підрозділом штату Мадх'я Прадеш. Місто Джабалпур відповідно є адміністративним центром дивізіону. На 2010 дивізіон поділявся на такі округи:  Балагхат, Чхіндвара, Джабалпур, Катні, Мандла, Нарсінгхпур, Сеоні . 
Дивізіон Джабалпур спочатку був утворений як дивізіон Центральних Провінцій Британської індії в 1861 році. Він мав у своєму складі такі округи як Джабалпур, Сагар, Дамох, Сеоні і Мандла. Центральні Провінції стали новим штатом Мадх'я Прадеш після здобуття Індією незалежності від Великої Британії в 1947 році. Колишній округ Балагхат був раніше частиною колишнього дивізіону Нагпур Центральних Провінцій, але став частиною дивізіону Джабалпур коли решта дивізіону Нагпур була трансформована в штат Бомбей в 1956. 
До 14 червня 2008 в дивізіон входив також округ Діндорі, який з цього дня разом з трьома колишніми округами дивізіону Рева утворили новий дивізіон Шахдол.

## Округи
| Округ       | Адмінцентр  | Площа км² | Населення (Перепис: 2001) | Густота чол/км² |
| ----------- | ----------- | --------- | ------------------------- | --------------- |
| Балагхат    | Балагхат    | 9.229     | 1.445.760                 | 157             |
| Чхіндвара   | Чхіндвара   | 11.815    | 1.848.882                 | 156             |
| Джабалпур   | Джабалпур   | 5.210     | 2.167.469                 | 416             |
| Катні       | Катні       | 4.947     | 1.063.689                 | 215             |
| Мандла      | Мандла      | 5.805     | 893.908                   | 154             |
| Нарсінгхпур | Нарсінгхпур | 5.133     | 957.399                   | 187             |
| Сеоні       | Сеоні       | 8.758     | 1.165.893                 | 133             |
| Загалом     | .           | 58.324    | 10.122.312                | 174             |

23°09′38″ пн. ш. 79°56′19″ сх. д. / 23.1606° пн. ш. 79.9386° сх. д.
| Індія | Це незавершена стаття з географії Індії. Ви можете допомогти проєкту, виправивши або дописавши її. |